# Неджатигиль, Бехчет
Бехчет Неджатигиль (16 апреля 1916 — 13 декабря 1979) — турецкий писатель, поэт, драматург, переводчик и историк литературы.

## Имя
При рождении писателя звали Мехмет Бехчет. После принятия в 1934 году закона о фамилиях взял фамилию Гёнюль. С 1943 года публиковался под псевдонимом Бехчет Неджатигиль. Псевдоним Неджатигиль взял в честь средневекового османского поэта Неджати и своего отца. В 1951 году официально сменил фамилию на Неджатигиль.

## Биография
Родился в Стамбуле в семье Хаджи Мехмета Неджати и его жены Фатмы Бедрие-ханым. Мать Бехчета умерла в 1918 году, после этого отец женился во второй раз.
Окончил педагогический лицей, затем в 1940 году Стамбульский университет. Учился вместе с Джахитом Кюлеби, Мехметом Капланом, Тахиром Алангу, Ахметом Атешем, Фахиром Изом, Самимом Коджагёзом, Салахом Бирселем и Сабахаттином Кудретом Аксалом.
В 1940-43 годах преподавал литературу. В 1943-45 годах проходил службу в армии. Затем снова преподавал литературу, в том числе в Стамбульском университете в 1960-72 годах.
13 декабря 1979 года умер от рака лёгкого. Похоронен на кладбище Зинджирликую.

### Вклад в литературу
Первая поэма Бехчета была опубликована ещё когда он учился в лицее. Публиковался в журналах «Varlık», «Türk Dili», «Yeditepe», «Oluş», «Gençlik», «Yeni Dergi», «Yeni Edebiyat», «Yelken», «Ataç», «Yenilikler», «Yeni İnsan», а также газете «Cumhuriyet». Помимо поэм и статей, писал также пьесы. Большое влияние на Неджагитиля оказал поэт Зеки Омер Дефне.
Написал работу по истории турецкой литературы «Edebiyatımızda İsimler Sözlüğü ve Edebiyatımızda Eserler Sözlüğü».
Помимо турецкого, знал также немецкий и французский языки. Перевёл на турецкий произведения К. Гамсуна, М. де Унамуно, Г. Гейне, С. Цвейга, Р. М. Рильке и Г. Гессе.
Лауреат ряда премий. В период с 1981 по 1989 годы при содействии Хильми Явуза и Али Танйери были переизданы все произведения Неджатигиля.

## Личная жизнь
Женился в 1949 году. Две дочери, Сельма и Айше.